# Omphale cherana
Omphale cherana är en stekelart som beskrevs av Christer Hansson 1997. Omphale cherana ingår i släktet Omphale och familjen finglanssteklar. Inga underarter finns listade i Catalogue of Life.